# TEE Watteau II
Le TEE Watteau (II) est le renouveau européen du dernier vrai TEE Watteau de 1ère classe de Paris à Tourcoing jusqu'au 1er juin 1991 qui reliait Bruxelles Midi à Paris Nord, de 1993 à 1995. Exploité par la SNCF ainsi que la SNCB, le TEE Watteau (II) était un Trans-Europ-Express (en première et seconde classe) jusqu'à la moitié du service d'hiver le 22 janvier 1995 dans le sens impair et le dernier TEE à circuler le 26 mai de cette même année dans le sens pair puisqu’il les clôturaient définitivement.
Le nom de ce TEE fait référence à Watteau, peintre et dessinateur français (1684-1721).

## Parcours et arrêts
- 23 mai 1993 Bruxelles midi, Paris Nord (308,9 km). Ne circule pas les samedis, dimanches et fêtes[1].
- 23 janvier 1995 TEE 89 supprimé suite de la mise en service du TGV Réseau sur cette ligne[1].
- 28 mai 1995 TEE 88 supprimé pour le même motif que la ligne ci-dessus[1].

## Numérotation
- 23 mai 1993 TEE 88 - 89[1].

## Matériel et compositions
- 23 mai 1993 Voitures TEE SNCF et SNCB Inox types PBA 64 et Mistral 69 de 1ère et 2ème classe, 2 jeux de 12 voitures dans un roulement combiné sur 2 jours avec les TEE 83 et 88 et les EC 82 et 87 + 1 jeu de 11 voitures dans un roulement quotidien assurant les TEE 86 et 89[1].

Restauration assurée par la CIWLT.